# فدراسیون شنا ارمنستان
فدراسیون شنا جمهوری ارمنستان (ارمنی: Հայաստանի լողի ֆեդերացիա؛ Hayastani loghi federats’ia) که با نام فدراسیون شنا ارمنستان نیز شناخته می‌شود، نهاد تنظیم‌کننده ورزش شنا در ارمنستان می‌باشد که توسط کمیته المپیک ارمنستان اداره می‌شود و مقر آن در شهر ایروان واقع شده است.

## تاریخچه
این فدراسیون در سال ۱۹۹۲ میلادی تأسیس شد و ریاست فعلی آن را هوسپ مسروپیان برعهده دارد. این فدراسیون عضو کامل فدراسیون جهانی ورزش‌های آبی و en:European Aquatics می‌باشد.
ارمنستانی در مسابقات قهرمانی در سطوح مختلف اروپایی و بین‌المللی از جمله در مسابقات قهرمانی جهانی و بازی‌های المپیک تابستانی شرکت می‌کنند.
این فدراسیون هر ساله جام نخست‌وزیری، مسابقه‌ای شنا که در دریاچه سوان برگزار می شود را برگزار می کند. در سال ۲۰۲۲، بیش از ۱۰۰ شناگر از جمله شهروندان کشورهای خارجی در این مسابقه شرکت کردند. 